# Bluma Wajn
Bluma Wajn (ur. 25 grudnia 1925 w Łodzi, zm. w styczniu 1946 w Zabrzu) – polska Żydówka, więźniarka niemieckiego obozu koncentracyjnego Auschwitz-Birkenau. 
Pod koniec 1945 przybyła na Górny Śląsk wraz z innymi ocalonymi. Tam wstąpiła do organizacji młodzieżowej żydowskiej partii Ichud. W styczniu 1946 została zastrzelona przez polskie bojówki nacjonalistyczne. Pochowana 21 stycznia 1946 na Cmentarzu Żydowskim przy ulicy Cmentarnej 15 w Zabrzu (kwatera C-20). Podczas jej pogrzebu po raz pierwszy zagrano i zaśpiewano pieśń Hatikwa (hebr. הַתִּקְוָה, HaTikva(h) – Nadzieja), która dwa lata później stała się hymnem Izraela.